# Kevin Weisman
Kevin Glen Weisman (Los Ángeles, California; 29 de diciembre de 1971) es un actor estadounidense de cine, teatro y televisión.

## Carrera
Se graduó en UCLA en la prestigiosa escuela de cine, teatro y televisión, aunque también cursó estudios en el Circle in the Square Theatre de Nueva York. 
Su papel más importante y por el que es más conocido es por su interpretación de Marshall Flinkman, técnico informático e inventor de todo tipo de dispositivos de espionaje, junto a Jennifer Garner, Victor Garber, Ron Rifkin y Lena Olin en la aclamada serie de televisión Alias.
Weisman también ha tenido papeles en series como Frasier, The X-Files, JAG, ER, Roswell, CSI: Miami, Buffy, la cazavampiros, Felicity, Charmed, Ghost Whisperer, Mr. Nice Guy y Hello Ladies.
En cine ha intervenido en películas como Man of the Century, Robbery, 60 segundos (junto a Nicolas Cage y Angelina Jolie), Buying the Cow y la comedia Clerks II.
Entre 2017 y 2019 interpretó a Dale Yorkes en la serie de Hulu Runaways, la cual forma parte del Universo cinematográfico de Marvel.

## Vida personal
El 21 de mayo de 2005 contrajo matrimonio con Jodi Tanowitz, una profesora de guardería. Juntos tienen una hija, Maya Rose.

## Filmografía
| Año       | Título                             | Papel                         | Notas                                                                                           |
| --------- | ---------------------------------- | ----------------------------- | ----------------------------------------------------------------------------------------------- |
| 1995      | Frasier                            | Decorador                     | Episodio: "Kisses Sweeter Than Wine"                                                            |
| 1997      | El show extraño de Al              | Spike                         | Episodio: "Bad Influence"                                                                       |
| 1997      | Pauly                              | Burger                        | 8 Episodios/Serie Regular                                                                       |
| 1997      | Just Shoot Me!                     | Neil                          | Episodio: "The Experiment"                                                                      |
| 1997      | Beverly Hills Family Robinson      | Brinx                         | Película de televisión                                                                          |
| 1998      | ER                                 | Glenn Karkowski               | Episodio: "Exodus"                                                                              |
| 1998      | The Drew Carey Show                | Carl                          | Episodio: "Drew and the Conspiracy"                                                             |
| 1998      | Maggie Winters                     | Harold                        | Episodio: "Dinner at Rachel's"                                                                  |
| 1999      | JAG                                | Jerry Kemp                    | Episodio: "The Adversaries"                                                                     |
| 1999–2000 | Roswell                            | Larry Trilling                | 4 Episodios/Recurrente                                                                          |
| 2000      | Felicity                           | Earl                          | 3 Episodios/Recurrente                                                                          |
| 2000      | Love & Money                       | Eddie                         | Episodio: "Puff the Magic Sister"                                                               |
| 2000      | The Pretender                      | Mr. Abel                      | Episodio: "Meltdown"                                                                            |
| 2000      | The X-Files                        | Anson Stokes                  | Episodio: "Je Souhaite"                                                                         |
| 2001      | Gideon's Crossing                  | Mr. Ryan                      | Episodio: "The Crash"                                                                           |
| 2001      | Charmed                            | Lukas                         | Episode: "Sin Francisco"                                                                        |
| 2001      | Two Guys, a Girl and a Pizza Place | Empleado perdido y encontrado | Episodio: "An Eye for a Finger"                                                                 |
| 2001      | In a Heartbeat                     | Hombre afligido               | Episodio: "Star Struck"                                                                         |
| 2001      | First Years                        | PI Richard Wad                | 3 Episodios/Recurrente                                                                          |
| 2000–2001 | Buffy the Vampire Slayer           | Dreg                          | 4 Episodios/Recurrente                                                                          |
| 2001–2006 | Alias                              | Marshall Flinkman             | 105 Episodes (elenco principal) Nominated–Teen Choice Award for Choice TV Sidekick (2003, 2005) |
| 2006      | Ghost Whisperer                    | Dennis Hightower              | Episodio: "The Ghost Within"                                                                    |
| 2007      | Moonlight                          | Steve Balfour                 | 4 Episodios/Recurrente                                                                          |
| 2007      | Chuck                              | Reardon Paine                 | Episodio: "Chuck Versus the Truth"                                                              |
| 2007      | October road                       | Duncan Bow                    | Episodio: "How to Kiss Hello"                                                                   |
| 2007      | Business Class                     | G. Glenn Ross                 | Película para televisión                                                                        |
| 2008      | CSI: NY                            | Mike Hess                     | Episodio: "The Box"                                                                             |
| 2009      | Numb3rs                            | Bus Driver                    | Episodio: "Jacked"                                                                              |
| 2010      | The Forgotten                      | Ziipper                       | Episodio: "Double Doe"                                                                          |
| 2010      | Human Target                       | Martin Gleason                | Episodio: "Lockdown"                                                                            |
| 2010      | CSI: Miami                         | Ricky Spano                   | Episodio: "Meltdown"                                                                            |
| 2010      | Miami Medical                      | Moose                         | Episodio: "Man on the Road"                                                                     |
| 2010      | Fringe                             | Gemini                        | Episodio: "6955 kHz"                                                                            |
| 2011      | CSI: Crime Scene Investigation     | Craig Higgins                 | Episodio: "Man Up"                                                                              |
| 2011      | The Glades                         | Ben Pershing                  | Episodio: "Welcome to Gibtown"                                                                  |
| 2012      | Fairly Legal                       | Danny Martin                  | Episodio: "Shine a light"                                                                       |
| 2012      | Awake                              | Ed Hawkins                    | 4 Episodios/Recurrente                                                                          |
| 2013      | Perception                         | AUSA Todd Erlich              | Recurrente                                                                                      |
| 2013      | Hello Ladies                       | Kives                         | Elenco principal/Serie Regular                                                                  |
| 2014      | Hello Ladies: The Movie            | Kives/Elenco principal        | Película para televisión                                                                        |
| 2015      | Better Call Saul                   | Stevie                        | Episodio: "Hero"                                                                                |
| 2015      | The Blacklist                      | Dr. Jeffrey Maynard           | 4 Episodios/Recurrente                                                                          |
| 2015      | Kingdom                            | Eddie Rayburn                 | Episodio: "New Money"                                                                           |
| 2015      | Scorpion                           | Ray Speiwack                  | 12 Episodios/Recurrente                                                                         |
| 2016      | The Blacklist                      | Dr. Jeffrey Maynard           | Episodio : "The Vehm"                                                                           |
| 2016      | Heartbeat                          | Dr. Brenneman                 | Episodio: "What Happens in Vegas...Happens"                                                     |
| 2016      | Goliath                            | Ned Berring                   | 6 episodios/Recurrente                                                                          |
| 2017-2019 | Runaways                           | Dale Yorkes                   | Elenco principal                                                                                |